# 區域鐵路
區域鐵路（Regional Rail），在中华人民共和国也称为城际轨道交通，指一个区域内中等距离的铁路，包括客运及货运。与城际列车相比，区域铁路停靠站較多、速度較低、有区域限制；但与通勤铁路相比，区域铁路覆盖的面积往往更大，也不会每站必停，是介于城际列车与通勤铁路之间、中等距离的铁路运输形式。有时也被当作通勤鐵路的同近义词使用。

## 列車
區域鐵路的列車多數都會設法增加載客量，但因為行走距離有時會比地下鐵路等長，所以一般都不會令乘客感覺太過擠迫。大部份的區域鐵路列車都不會有餐車等屬於長途車的裝備。區域鐵路一般的行走距離為15至180公里，運行速度由55至175km/h不等。車廂可能是單層或雙層，常見的單層車廂的載客量約80至110人，雙層的約145至170人。

## 特點
區域鐵路與城際鐵路不同的是，前者會停在絕大多數，甚至所有的沿途車站。區域鐵路提供沿線的較小社區之間的服務，以及與長途交通的接軌服務。类似的服务有如英国铁路的Regional Railways，法国的法国省际列车（Transport express régional），德国的德铁区域运输。
美国的铁路客运并不发达，所以缺少此类服务，在使用该词时往往将之与通勤铁路混用。
大部分的區域鐵路都是重鐵，使用跟国铁相同或相近的标准。
跟輕軌運輸或城市軌道交通系統（通常是地下鐵路及其延伸）相比，區域鐵路主要分別是：
- 使用的車輛體積較大
- 多數班次較稀疏
- 有特定的抵發時間表（列車在指定的時刻開車，而不是每隔一段時間開出）
- 服務地區的人口密度一般較低
- 跟城市間的市際列車，或貨車使用同一路軌

因為區域鐵路可以使用原有的市際列車或貨運鐵路的路軌，建造成本得以大為降低。但亦有部分區域鐵路為避免與其它列車爭路而造成誤點，而特意建造獨立的路軌。
區域鐵路通常採用當地的既有铁路线的軌距。例如在英、美為 1435 毫米（4 呎 8½ 吋）標準軌距，在日本及瑞士為 1067 毫米窄軌。
某些歐洲國家由於城市間的距離短，使到市際列車服務及區域鐵路的分野亦變得模糊。例如荷蘭及比利時的市際列車運載有很多通勤上班人士，它們使用的車輛、行車距離及班次亦接近其它國家的區域鐵路。
在北美洲，區域铁路通常是由政府或半政府機構營運。

## 車輛
區域鐵路最常見使用的是柴油動車組、或電力動車組。有些地方亦會使用機車牽引車廂行走。使用機車牽引時，區域鐵路差不多全都會使用推拉操作，往一方向行駛時由機車在前拉；往另一方向則由機車在後推，由司機在另一端附有駕駛室的客車廂遙控機車。日本則以動車組為主流，与通勤列车相对，往往称之为“近郊型列车”。

## 各地的区域铁路

### 中國大陸
中国的城际轨道交通属于区域铁路，是指城市群内各城市间的客运轨道交通系统。
2005年3月16日，中国国务院审议并原则通过《环渤海京津冀地区、长江三角洲地区、珠江三角洲地区城际轨道交通网规划》，以此为起点，中国的城际轨道交通发展进入了一个极好的时期。此后，中国国家发改委先后批准了《珠江三角洲地区城际轨道交通网规划(2009年修订)》、《中原城市群城际轨道交通网规划(2009-2020)》、《武汉城市圈城际轨道交通网规划(2009-2020年)》、《长株潭城市群城际轨道交通网规划（2009-2020年）》、《环渤海地区山东半岛城市群城际轨道交通网规划（2011-2020年）》，为中国城市群城际轨道交通的发展绘制了蓝图。   

#### 已开通
中國大陸鐵路的命名混亂，一些民眾、專業媒體，甚至鐵路部門都沒有對所有的名詞概念有一個全面、準確的理解，因此本表列出中國所有運行里程100公里以上的城際鐵路線，和有運行距離100公里以上城際動車之鐵路線，100公里內列車及鐵路線見通勤鐵路，因定義不明有重複之部分。
| 线路               | 主要服务城市         | 运营长度 （含在建）（km） | 运营车站数 （含在建） | 站间距（km） | 设计速度 （km/h） | 铁路线                | 首段通车日期 （年/月/日） |
| ------------------ | -------------------- | ------------------------- | --------------------- | ------------ | ----------------- | --------------------- | ------------------------- |
| 廣深鐵路           | 广州、东莞、深圳     | 147                       | 6                     | 29.4         | 200               | 廣深鐵路              | 1911/10/15 2007/4/18      |
| 京津城际铁路       | 北京、天津           | 117                       | 5                     | 29.25        | 350               | --                    | 2008/8/1                  |
| 沪宁城际铁路       | 上海、苏州、南京等   | 301                       | 31                    | 10.03        | 300               | --                    | 2010/7/1                  |
| 長琿城際鐵路       | 长春、吉林、琿春     | 471                       | 12                    | 42.82        | 250               | --                    | 2010/12/30                |
| 广珠城际铁路       | 廣州、珠海、江門     | 177.53                    | 29                    | 4.2          | 200               | 廣珠主線 江門珠西線   | 2011/1/7 2012/12/29       |
| 宁杭客运专线       | 南京、杭州           | 249                       | 13                    | 350          | --                | --                    | 2013                      |
| 柳南城际铁路       | 柳州、来宾、南宁     | 226                       | 5                     |              | 250               | --                    | 2013/12/30                |
| 成貴客運專線       | 成都、貴陽           | 632.6                     | 13                    | 52.76        | 250               | --                    | 2014/12/20                |
| 成绵乐客运专线     | 成都等               | 318.4                     | 22                    |              | 250               | --                    | 2014/12/20                |
| 青榮城際鐵路       | 青島、榮城           | 298.84                    | 14                    | 22.99        | 250               | --                    | 2014/12/28                |
| 沈丹客运专线       | 沈阳、丹东           | 224                       | 8                     | 32           | 250               | --                    | 2015/9/1                  |
| 深圳坪山城際動車組 | 深圳、惠州、汕尾     | 156                       | 5                     | 39           | 250               | 廈深鐵路 深圳北至汕尾 | 2015/9/1                  |
| 丹大城际铁路       | 丹东、大连           | 289                       | 18                    | 17           | 200               | --                    | 2015/12/17                |
| 成渝客运专线       | 成都、重庆           | 307                       | 12                    | 25.58        | 350               | --                    | 2015/12/26                |
| 津保铁路           | 天津、保定           | 158                       | 7                     | 26.33        | 250               | --                    | 2015/12/28                |
| 渝萬城際鐵路       | 重慶、萬州           | 247                       | 7                     | 41.17        | 250               | --                    | 2016/11/28                |
| 長白烏鐵路         | 長春、白城、烏蘭浩特 | 413                       | 17                    | 25.81        | 200               | 長白鐵路、白阿鐵路    | 2017/8/8                  |
| 渝貴鐵路           | 重慶、貴陽           | 345                       | 13                    | 28.75        | 200               | --                    | 2018/1/25                 |
| 穗深城际铁路       | 广州、东莞、深圳     | 151.6                     | 32                    | 4.89         | 140/160           | --                    | 2019/12/15                |
| 大张客运专线       | 张家口、大同         | 141                       | 5                     |              | 250               | --                    | 2019/12/30                |
| 京张城际铁路       | 北京、张家口         | 173.947                   | 10                    |              | 250               | --                    | 2019/12/30                |
| 广清城際鐵路       | 广州、清远           | 38.17                     | 6                     |              | 200               | --                    | 2020/11/30                |
| 常益长高速铁路     | 常德、益阳、长沙     | 157                       | 5                     |              | 350               | --                    | 2022/9/6                  |

#### 规划中
| 线路             | 主要服务城市              | 运营长度 （km） |
| ---------------- | ------------------------- | --------------- |
| 宜昌市域铁路R1线 | 伍家岗区 、猇亭区、枝江市 | 63              |
| 宜昌市域铁路R5线 | 伍家岗区 、夷陵区、当阳市 | 58              |

### 台灣

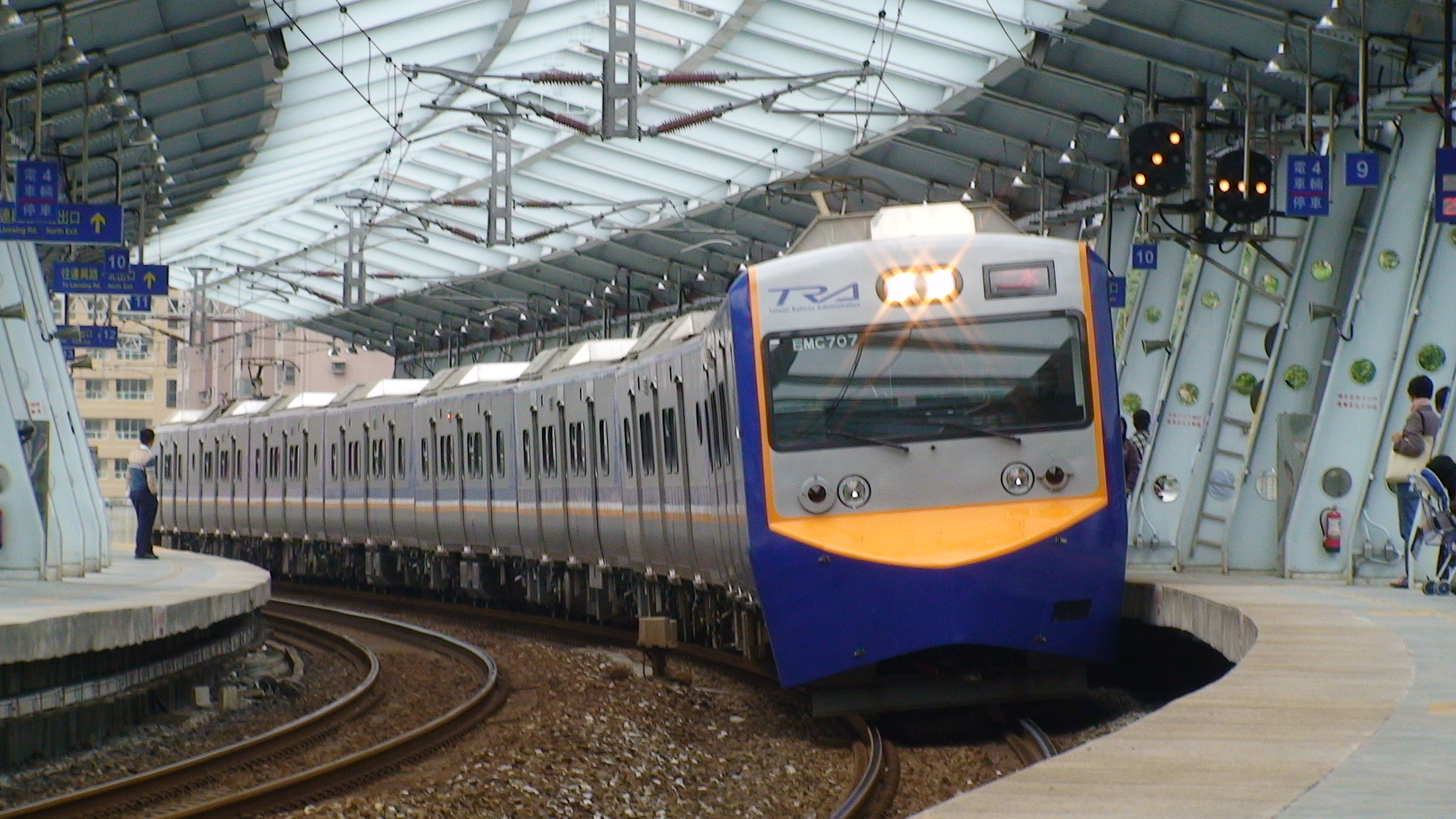
台鐵區間車，為台鐵的通勤鐵路車種

- 台鐵[11]
  - 西部幹線各捷運化區間：
    - 基隆—中壢
    - 豐原—二水
    - 斗六—潮州
- 桃園機場捷運

### 日本
在日本，区域铁路被称作「中距離電車」。

#### JR線

##### 近畿圈（京阪神）
- 東海道本線、山陽本線（JR京都線、JR神戶線）
- JR東西線、片町線（學研都市線）
- 福知山線（JR寶塚線）
- 阪和線

##### 首都圈區域
- 東海道、東北本線（京濱東北線、根岸線、上野東京線）
- 横濱線
- 南武線
- 武藏野線
- 赤羽線（埼京線）
- 中央本線（中央線（快速）、中央、總武線（各站停車）、直通東京地下鐵東西線）
- 總武線（快速）、橫須賀線
- 京葉線
- 鶴見線
- 常磐線（快速線、緩行線、直通東京地下鐵千代田線）、水戶線 （部份班次為近郊型電車）
- 成田線（常磐快速線直通）
- 相模線
- 湘南新宿線
  - 湘南新宿線，常磐線部分區間和橫須賀線雖使用近郊型電車，但路線卻有中距離通勤功用。

#### 非JR業者
- 日本所有地下鐵線 (部分線與JR或私鐵直通運轉)
- 16所大手私鐵中，大部份公司的全線區間。（除近鐵的 762 毫米軌距區間）
  - 當中近畿日本鐵道、京濱急行電鐵、京成電鐵、京阪電氣鐵道、南海電氣鐵道、小田急電鐵、東武鐵道、西日本鐵道、名古屋鐵道有優等列車於通勤線運行。

其他私鐵及第三部門鐵道 :
- 東京臨海高速鐵道臨海線 (與JR埼京線直通運轉)
- 筑波快線
- 東葉、泉北、埼玉高速鐵道
- 山陽電鐵
- 新京成電鐵
- 北总铁道
- IGR岩手銀河鐵道、青森鐵道 (兩者時常直通運轉)

### 韓國
- 首爾首都圈電鐵全區間，包括KORAIL直通區間。

### 法国

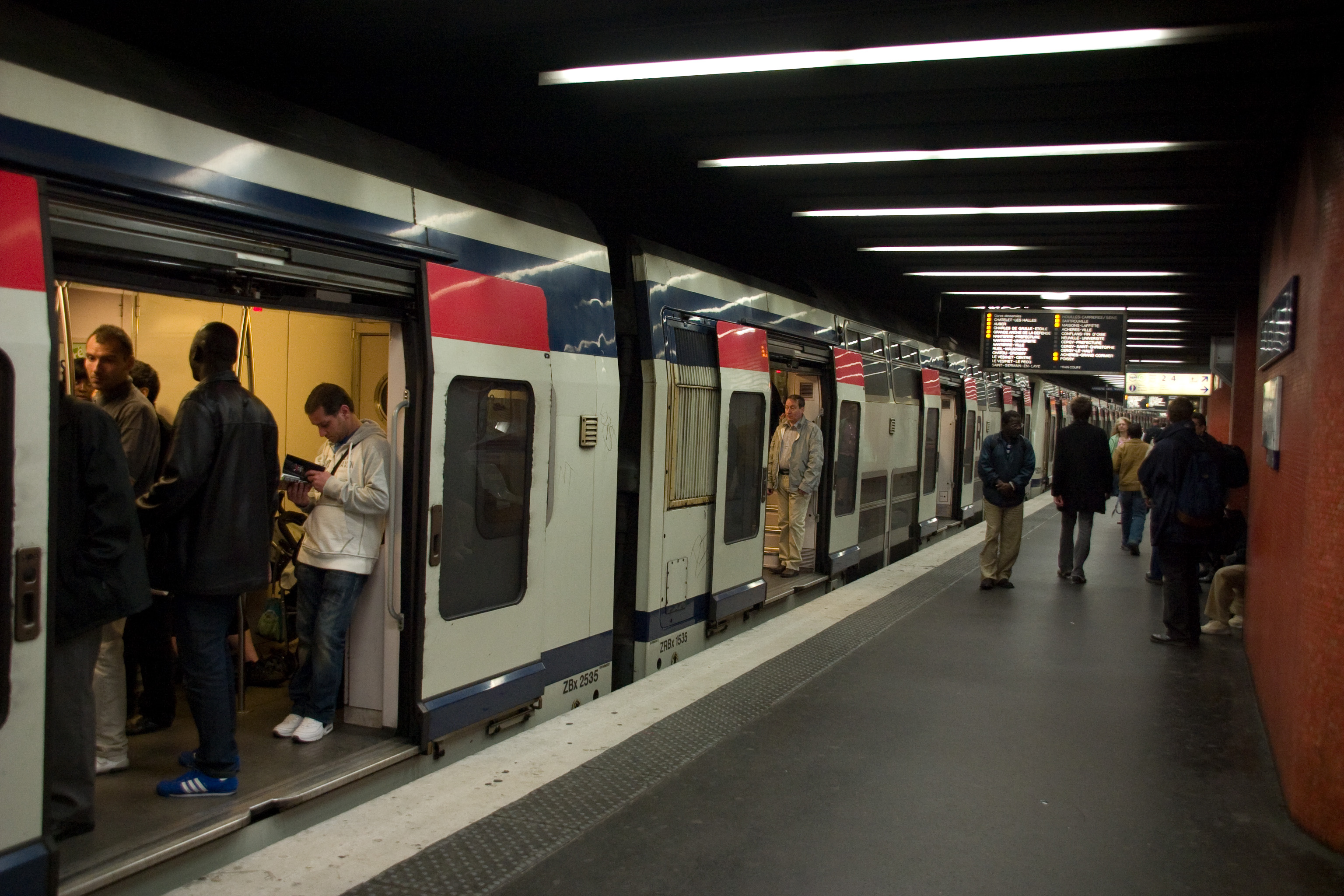
法国巴黎RER通勤列车

- 巴黎RER

- 法兰西岛Transilien

- 法国其它地区TER

### 西班牙
- 西班牙近郊鐵路（包含12個都市營運系統）